# Copa de Naciones del Golfo de 1992
La Copa de Naciones del Golfo de 1992 (en árabe: كأس الخليج العربي‎) fue la undécima edición del torneo de fútbol a nivel de selecciones nacionales de las monarquías del Golfo y que contó con la participación de seis países de la región, excluyendo a Irak por la invasión a Kuwait a causa de la Guerra del Golfo.
El país anfitrión fue el campeón al ser quien hizo más puntos durante el torneo celebrado en Doha.

## Resultados
| País           | J | G | E | P | GF | GC | GD | Pts |
| -------------- | - | - | - | - | -- | -- | -- | --- |
| Catar          | 5 | 4 | 0 | 1 | 8  | 1  | +7 | 8   |
| Baréin         | 5 | 3 | 0 | 2 | 6  | 4  | +2 | 6   |
| Arabia Saudita | 5 | 3 | 0 | 2 | 6  | 4  | +2 | 6   |
| UAE            | 5 | 3 | 0 | 2 | 4  | 3  | +1 | 6   |
| Kuwait         | 5 | 2 | 0 | 3 | 5  | 8  | -3 | 4   |
| Omán           | 5 | 0 | 0 | 5 | 1  | 10 | -9 | 0   |

| Equipo 1       | Resultado | Equipo 2       |
| -------------- | --------- | -------------- |
| Omán           | 0-2       | Catar          |
| UAE            | 0-2       | Kuwait         |
| Baréin         | 2-1       | Arabia Saudita |
| Kuwait         | 2-1       | Omán           |
| Catar          | 1-0       | Baréin         |
| UAE            | 1-0       | Arabia Saudita |
| Catar          | 4-0       | Kuwait         |
| Baréin         | 0-2       | UAE            |
| Omán           | 0-2       | Arabia Saudita |
| Arabia Saudita | 2-1       | Kuwait         |
| Catar          | 1-0       | UAE            |
| Baréin         | 3-0       | Omán           |
| Omán           | 0-1       | UAE            |
| Baréin         | 1-0       | Kuwait         |
| Arabia Saudita | 1-0       | Catar          |

## Campeón
| Copa de Naciones del Golfo 1992 |
| ------------------------------- |
| Bandera de Catar                |
| Catar 1º Título                 |